# Rue du Docteur-Potain
La rue du Docteur-Potain est une voie du 19e arrondissement de Paris, en France.

## Situation et accès
La rue du Docteur-Potain est une voie publique située dans le 19e arrondissement de Paris. Elle débute au 251, rue de Belleville et se termine au 18, rue des Bois.

## Origine du nom

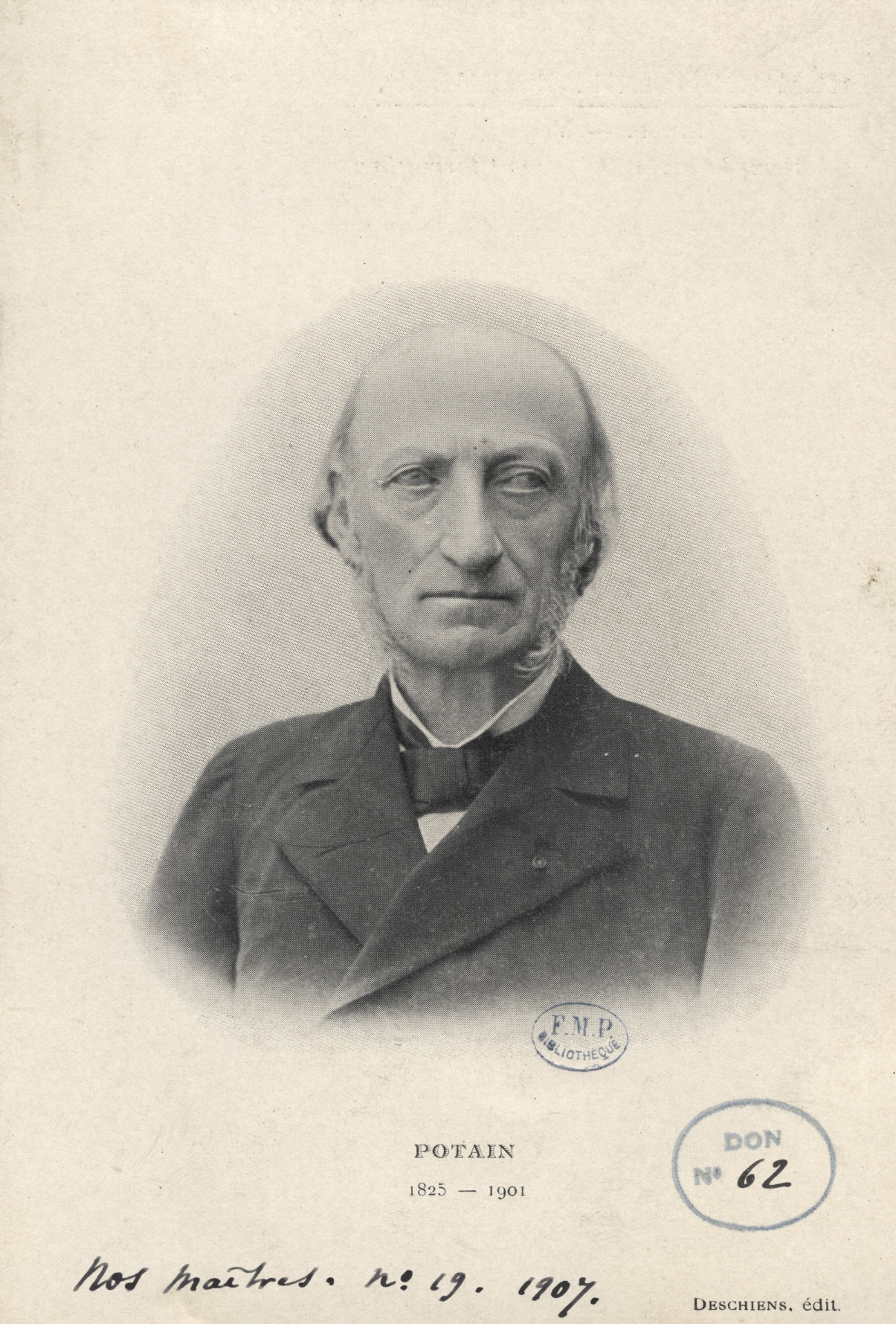
Le docteur Potain.

Elle porte le nom du médecin français Pierre Carle Édouard Potain (1825-1901).

## Historique
L'ancienne « cité Lemière », du nom d'un propriétaire, reçoit par un arrêté du 20 avril 1935 sa dénomination actuelle.

## Bâtiments remarquables et lieux de mémoire

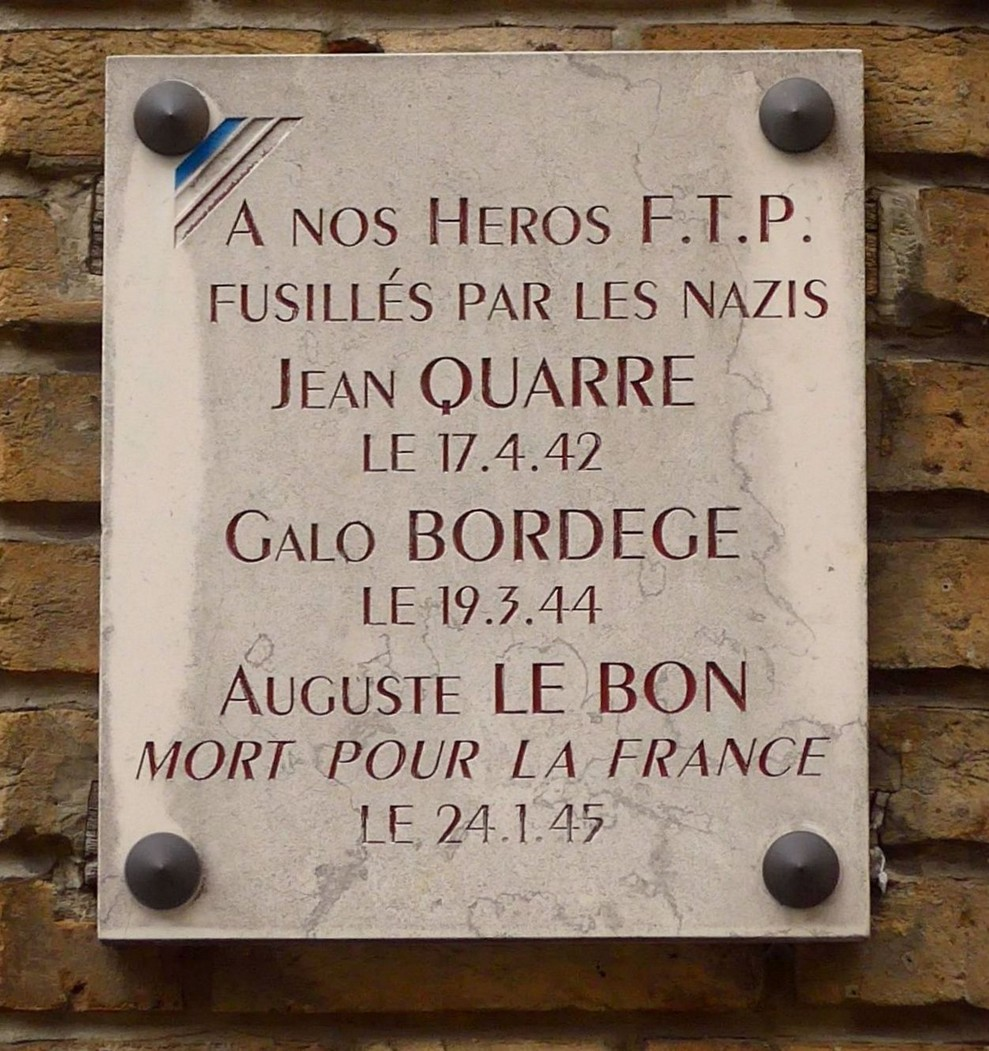
Plaque au no 27.

- no 27 : Jean Quarré et sa famille s'y installent en 1927. Une plaque commémorative lui rend hommage.